# ایگور مارچنکو (اسکیت باز)
ایگور مارچنکو (اوکراینی: Ігор Марченко؛ زادهٔ ۵ ژوئیهٔ ۱۹۷۷) اسکیت‌باز نمایشی اهل اوکراین است. وی همچنین از اسکیت‌بازان نمایشی در بازی‌های المپیک زمستانی ۱۹۹۸ بوده است.